# Фокус-мокус
„Фокус-мокус“ (на английски: Hocus Pocus) е американско фентъзи от 1993 г. на режисьора Кени Ортега, по сценарий на Нийл Кътбърт и Мик Гарис, с участието на Бет Мидлър, Сара Джесика Паркър и Кати Нанджими. Премиерата на филма е на 16 юли 1993 г. в Съединените щати от Уолт Дисни Пикчърс. Продължението Фокус-мокус 2, по сценарий на Джен Д'Анджело и режисирано от Ан Флетчър, е пуснато на 30 септември 2022 г. в Дисни+.

## Сюжет
Внимание:  Текстът по-долу разкрива сюжета на произведението (или части от него)!
На 31 октомври 1693 г. в Салем, Масачузетс, тийнейджърът Такъри Бинкс става свидетел как по-малката му сестра Емили е отнесена в гората от сестрите Сандерсън – трите ужасни вещици Уинифред, Сара и Мери. Бинкс се опитва да спаси сестра си, но вещиците са по-силни. За да станат по-млади, сестрите Сандерсън „изпиват“ цялата жизнена сила от момичето и я убиват, а Бинкс се превръща в черна котка, прокълната да живее вечно. След като получават предупреждение от приятеля на Бинкс Илайджа, жителите на града арестуват сестрите Сандерсън. Те са осъдени на смърт чрез обесване, но точно на ешафода Уинифред хвърля проклятие: ако девица запали Свещта на черния пламък по време на пълнолуние в навечерието на Хелоуин в къщата на сестрите, това ще възкреси трите обесени вещици. За да предотврати това, превърналият се в черна котка Бинкс решава да пази къщата на сестрите Сандерсън, за да не може никой да върне вещиците към живота.
Изминават триста години и на 31 октомври 1993 г. тийнейджърът Макс Денисън, заедно със сестра си Дани и приятелката си Алисън, влизат в къщата на сестрите Сандерсън, превърнала се в музей. Там Макс случайно възкресява вещиците, които се опитват да изсмучат душата на Дани, но децата успяват да избягат с помощта на черната котка Бинкс. Бягайки, Макс открадва книгата със заклинания и се скрива с Дани и Алисън в гробището. Вещиците обаче скоро ги проследяват и Уинифред възкресява неверния си любовник Били Бътчерсън от гроба и го праща да доведе децата. Самите вещици също продължават да търсят децата, използвайки сестра Мери, която може да проследява деца по миризмата. Макс успява да примами сестрите Сандерсън в училището, където вещиците падат в грънчарска пещ и биват изгорени живи. За нещастие, докато децата празнуват победата си, проклятието на вещиците съживява отново и трите сестри.
Без да знаят, че вещиците са оцелели, Макс и Алисън отварят книгата със заклинания, надявайки се да отменят магията на Бинкс. Отворената книга със заклинания показва на сестрите Сандерсън мястото, където са се скрили децата, вещиците атакуват, връщат си книгата със заклинания и отвличат Дани и Бинкс. Макс и Алисън освобождават Дани и Бинкс, като подмамват вещиците да повярват, че изгревът е един час по-рано. Мислейки, че е свършено, вещиците се паникьосват и припадат, позволявайки на Макс, Дани, Алисън и Бинкс да избягат.
Децата отново бягат към гробището, където ги среща зомбито Били. Използвайки ножа на Макс, Били прерязва конците, с които е зашита устата му, а той обижда Уинифред и се присъединява към децата в битката с вещиците. Алисън, Дани и Били се бият срещу Мери и Сара, докато Макс и Уинифред се бият във въздуха. Макс и Уинифред скоро падат на осветена земя в гробището, от което по-голямата вещица незабавно се превръща в камък, а изгряващото утринно слънце осветява Мери и Сара и те се разпадат на прах. Смъртта на вещиците разваля проклятието на Бинкс, позволявайки му най-накрая да умре. Душата на Бинкс се слива с душата на Емили, неговата сестра, и двамата отиват в Рая. Били се връща в гроба, за да продължи вечния си сън, но книгата със заклинания на Уинифред отново отваря окото ѝ, разкривайки, че тя все още е жива и че вещиците може да се върнат отново някой ден…

## Актьорски състав
| Актьор              | Роля |
| ------------------- | --- |
| Бет Мидлър          | Уинифред „Вини“ Сандерсън – старша вещица и най-голяма сестра                                                  |
| Сара Джесика Паркър | Сара Сандерсън – вещица, която примамва деца с гласа си; най-малката и глупава сестра на Уинифред              |
| Кати Наджими        | Мери Сандерсън – вещица, която намира деца по миризмата, средната сестра на Уинифред                           |
| Омри Кац            | Максимилиан „Макс“ Денисън – тийнейджър от Лос Анджелис, който наскоро се е преместил в Салем                  |
| Тора Бърч           | Даниел „Дани“ Денисън – 8-годишната сестра на Макс, която обича Хелоуин                                        |
| Винеса Шоу          | Алисън Уотс – съученичка и приятелка на Макс                                                                   |
| Шон Мъри            | Такъри Бинкс – тийнейджър от 1693 г., прокълнат да живее като безсмъртна черна котка                           |
| Джейсън Марсдън     | безсмъртна черна котка (глас)                                                                                  |
| Аманда Шепърд       | Емили Бинкс – по-малка сестра на Такъри и жертва на сестрите Сандерсън през 1693 г.                            |
| Лари Багби          | Ърни „Айс“ – тийнейджър хулиган от Салем от 20. век и най-добрият приятел на Джей                              |
| Тобиас Йелинек      | Джей – тийнейджър хулиган от Салем от 20. век и най-добрият приятел на „Айс“                                   |
| Стефани Фараси      | Дженифър „Джени“ Денисън – майка на Макс и Дани Денисън                                                        |
| Чарлз Рокет         | Дейвид „Дейв“ Денисън – баща на Макс и Дани Денисън                                                            |
| Дъг Джоунс          | Уилям „Били“ Бътчерсън – млад мъж, отровен от Уинифред през 1693 г. и възкресен като зомби 300 години по-късно |
| Стив Воборил        | Илайджа – приятел на Такъри през 1693 г.                                                                       |
| Норберт Вайсър      | г-н Бинкс – баща на Такъри и Емили Бинкс                                                                       |
| Катлийн Фрийман     | мис Олин – гимназиална учителка                                                                                |
| Гари Маршал         | жител на Салем от 20. век, облечен като Дявола                                                                 |
| Пени Маршал         | жителка на Салем от 20. век, облечена като Лейди Медуза                                                        |

## Снимачен процес
- Снимките започват на 12 октомври 1992 г. и приключват на 10 февруари 1993 г. Заснемането се провежда във филмови студия в Бърбанк (Калифорния) и в градовете Салем и Марбълхед (Масачузетс). Мястото, където побойниците досаждат на Макс, е старата гробна могила в Марбълхед; партито за Хелоуин в града е заснето в Старото кметство в Салем, докато къщата на Макс и Дани всъщност е частна резиденция на Оушън авеню в Салем.
- Ролята на Макс Денисън първоначално е планирана за Леонардо ди Каприо, но е дадена на Омри Кац, тъй като по това време Леонардо работи върху „Защо тъгува Гилбърт Грейп“.
- Ролята на вещицата Мери Сандерсън първоначално е предложена на актрисата Роузи О'Донъл, но тя я отказва, защото – по думите ѝ – „не иска да изглежда като ужасна вещица на екрана“.
- Сара Джесика Паркър, докато проучва своето потекло в шоуто „Family Lineage“, открива, че една от нейните прабаби – Естер Елуел – е била сред обвинените в магьосничество по време на известния лов на вещици в Салем. Самата Естер е обвинена в „различни магьосничества“ и „опит за удушаване на съсед“. Тя избягва от съда и смъртта, като просто се маха от Салем.
- Филмът е един от най-любимите за актрисата Кати Наджими (Мери Сандерсън), така че тя ходи да го гледа със семейството си на 15 август всяка година.
- Тъй като ролята на Бинкс се „играе“ от няколко котки, това създава проблеми на децата актьори. Някои котки реагират добре на децата, но някои драскат и хапят, така че малките актьори трябвало да подмамват палавите котки с лакомства.
- След излизането си филмът получава смесени отзиви от филмови критици и се проваля в боксофиса, генерирайки загуба от 16,5 милиона долара. Но благодарение на многобройните годишни прожекции на Disney Channel и Freeform (бивш ABC Family) в навечерието на Хелоуин, филмът „живее втори живот“, превръщайки се в култов филм на този празник. Например на 29 октомври 2011 г. „Фокус-мокус“ стана най-гледаният филм на Disney Channel, достигайки телевизионна аудитория от 2,8 милиона в САЩ.